# Valbo-Ryrs distrikt
Valbo-Ryrs distrikt är ett distrikt i Munkedals kommun och Västra Götalands län. 
Distriktet ligger öster om Munkedal. 

## Tidigare administrativ tillhörighet
Distriktet inrättades 2016 och utgörs av socknen Valbo-Ryr i Munkedals kommun. 
Området motsvarar den omfattning Valbo-Ryrs församling hade vid årsskiftet 1999/2000.